# Эшли-Купер, Энтони, 10-й граф Шефтсбери
Энтони Эшли-Купер, 10-й граф Шефтсбери (англ. Anthony Ashley-Cooper, 10th Earl of Shaftesbury; 22 мая 1938 — ок. 5 ноября 2004) — британский пэр и землевладелец. Он носил титул учтивости — лорд Эшли с 1947 по 1961 год.

## Образование, ранние годы и образование
Энтони Эшли-Купер родился 22 мая 1938 года в Лондоне, Англия. Единственный сын майора Энтони Эшли-Купера, лорда Эшли (1900—1947), старшего сына Энтони Эшли-Купера, 9-го графа Шефтсбери. Мать Эшли-Купера — француженка Франсуаза Сулье (1914—1999), дочь Жоржа Сулье из Кодбек-ан-Ко, Франция. Майор лорд Эшли и Франсуаза оставались женаты до его смерти в 1947 году. Младшая сестра Энтони — леди Фрэнсис Мэри Элизабет Эшли-Купер (род. 9 апреля 1940).
Эшли-Купер получил образование в Итонском колледже и в колледже Крайст-Черч Оксфордского университета. В детстве его основными занятиями помимо получения образования были альпинизм и катание на лыжах. Он также выражал любовь к музыке, которая продолжалась и во взрослой жизни, когда он был председателем Лондонского филармонического оркестра с 1966 по 1980 год. 8 марта 1947 года его отец неожиданно умер от болезни сердца, и Энтони Эшли-Купер стал наследником титулов, которые носил его дед, и получил титул учтивости — лорд Эшли.
Мать лорда Эшли решила вернуться в родную Францию с детьми. В августе 1947 года она снова вышла замуж и поселилась в Париже. Дети провели следующие несколько лет, курсируя через Ла-Манш в свои школы-интернаты, Итон для лорда Эшли и школу Хитфилд в Аскоте для его сестры Фрэнсис. Каникулы они попеременно проводили во Франции или у бабушки и дедушки в особняке в Уимборн-Сент-Джайлс. В июне 1957 года он был произведен в чин второго лейтенанта в Королевском бронетанковом корпусе, где и проходил национальную службу. В октябре 1958 года он был переведен в резерв 10-го Королевского гусарского полка. Лорду Эшли было 22 года, когда он стал преемником своего деда в качестве 10-го графа Шефтсбери (25 марта 1961 года).
9-й граф Шефтсбери до своей смерти инвестировал и организовал финансовые дела так, чтобы его наследники избежали наследственных налогов. Когда его дед умер, недавно титулованный 10-й граф Шефтсбери получил огромное состояние поместий Шефтсбери и других объектов, включая семейный дом 17-го века и большое поместье в Дорсете, а также резиденции в Хоуве, Лондоне, Версале и на Французской Ривьере . Шефтсбери также унаследовал коллекцию произведений искусства, антиквариата и других ценностей стоимостью более 3 млн фунтов стерлингов. К 1990-м годам богатство семейного поместья по-прежнему оценивалось в миллионы.

## Охрана природы и благотворительность
Лорд Шефтсбери получил почести и награды за свою работу по охране природы. Он посадил более миллиона деревьев на своей территории площадью 9000 акров (3600 га) в Уимборн-Сент-Джайлс, Дорсет. В 1992 году он стал со-лауреатом Национальной премии герцога Корнуолла за лесное хозяйство и охрану природы Королевского лесного общества, врученной Чарльзом, принцем Уэльским. Он также был президентом Фонда ястреба и совы и вице-президентом Британского общества по охране бабочек сэра Дэвида Аттенборо. По словам Филиппа Раймера, управляющего поместьями Шефтсбери, 10-й граф Шефтсбери также вложил немало энергии в попытки спасти исчезающий вид летучих мышей.
Лорд Шефтсбери был президентом Shaftesbury Society, которое 7-й граф Шефтсбери основал как Ragged Schools в 1840 году. Благотворительная организация предоставляет бесплатное образование, а также еду, одежду, жилье и другие домашние миссионерские услуги для тех, кто слишком беден, чтобы платить. В 2007 году Shaftesbury Society объединилось с John Groom’s Crippleage, реорганизовавшись под новым названием Livability.
Граф Шефтсбери владел озером Лох-Ней в Северной Ирландии, которое является источником 40 процентов питьевой воды Северной Ирландии. Он продолжал разрешать бесплатно забирать воду из озера.

## Браки и дети
Лорд Шефтсбери был женат трижды. Он выражал свое влечение к иностранкам. В Итонском колледже он написал статью для университетского журнала, в которой описал английских студенток как «сутулых, неискушенных потягивающих розовое шампанское». Его три брака и разрозненные отношения с иностранками на протяжении всей его жизни отражали его ранние взгляды на английских женщин.

### Бьянка Мария де Паолис
Лорд Шефтсбери встретил свою первую жену, итальянку по происхождению, Бьянку де Паолис, во время лыжного отпуска. Они поженились в июле 1966 года. Бьянка Мария де Паолис (род. около 1926) была дочерью Джино де Паолиса, римского банкира. Ранее она была замужем за американским кинопродюсером Джеком Ле Вьеном. Шефтсбери и де Паолис были объявлены мужем и женой в Вестминстерском ЗАГСе в присутствии нескольких друзей, без присутствия кого-либо из его семьи. Они развелись 10 лет спустя по причине его супружеской измены. У супругов не было детей.
Бывшая графиня Шефтсбери, которая использовала имя графиня Бьянка Шефтсбери, выпустила свои мемуары в 2008 году под названием « Жизнь в огне». Она умерла 16 марта 2013 года в Риме, Италия. Похороны состоялись 18 марта 2013 года в церкви Санта-Мария-деи-Мираколи на площади Пьяцца-дель-Пополо.

### Кристина Ева Монтан
В декабре 1976 года Шефтсбери женился на шведке Кристине Еве Монтан (род. около 1940). После их брака она получила титул графини Шефтсбери и была дочерью Нильса Монтана, бывшего посла Швеции в Германии. Леди Шефтсбери также была разведена и имела сына и дочь от первого брака, единокровных братьев и сестер 11-го и 12-го графов Шефтсбери. Фредерик Казелла — телевизионный продюсер и режиссер в Великобритании, а его сестра Сесилия — адвокат, проживающая в Нью-Йорке. У лорда Шефтсбери и его второй жены было двое сыновей:
- Энтони Нильс Кристиан Эшли-Купер, 11-й граф Шефтсбери (24 июня 1977 — 15 мая 2005), первенец 10-го графа Шефтсбери и его жены. Он умер от сердечного приступа в Манхэттене, Нью-Йорк, во время посещения своего младшего брата Николаса и старших сводных братьев и сестер Фредерика и Сесилии[18].
- Николас Эдмунд Энтони Эшли-Купер, 12-й граф Шефтсбери (род. 3 июня 1979), бывший диджей и промоутер хаус-музыки в Нью-Йорке и Privilege на Ибице, Испания. Вскоре после смерти брата Николас переехал в семейное поместье в Уимборн-Сент-Джайлс, вернулся в бизнес-школу на пару лет и принял на себя обязанности графа. В декабре 2009 года Николас получил серьезные травмы позвоночника в результате несчастного случая во время верховой езды. Он сломал позвонки при падении. Хотя он перенес первоначальный паралич, из-за которого ему пришлось пользоваться инвалидной коляской, физиотерапия помогла восстановить его здоровье до такой степени, что он может ходить, с ограничениями. При продолжении реабилитации врачи ожидают полного выздоровления[18].

Второй брак Шефтсбери был более удачным, чем первый, и в нем родилось двое детей. В 2000 году лорд Шефтсбери неожиданно выехал из особняка и развелся со своей женой. Он оставил свою бывшую жену и передал управление поместьем своему 23-летнему сыну Энтони. Кристина, графиня Шефтсбери, и их сыновья остались в резиденции в Уимборн-Сент-Джайлс, в то время как граф переехал во Францию, завязав череду недолгих и дорогостоящих романов с молодыми женщинами, отличавшимися экзотической внешностью и не менее красочными историями.
У Шефтсбери была квартира в Версале (обставленная антикварным искусством и мебелью на сумму 3 млн фунтов стерлингов), но большую часть времени он проводил на Лазурном берегу, где наслаждался светской жизнью, подпитываемой наркотиками и алкоголем. Его богатство привлекало множество людей, желающих и готовых воспользоваться его щедростью. Один из друзей описал его как «филантропа, который специализировался на спасении танцовщиц на коленях», в то время как его французский адвокат Тьерри Бенсо более дипломатично называл его «философским авантюристом в обществе».
В начале 2002 года статья в Daily Telegraph описывала 63-летнего лорда, «одетого в кожаные брюки и розовые шелковые рубашки с открытым воротом, с золотой цепью на шее». Шефтсбери сильно влюбился в 29-летнюю французскую модель по имени Натали Лайонс. В 2006 году статья в Guardian писала о его отношениях с Лайонс, с которой он был найден «резвящимся в баре Bellini’s в Кенсингтоне, где он щедро выписывал чеки, а Лайонс их тратила». Он отказывался слушать других, которые предупреждали его, что она использует его в своих интересах. Они гастролировали по тусовочным местам Лондона, Барбадоса и Ривьеры, пока разоблачение таблоида не раскрыло прошлое Лайонс как «питомца Penthouse» для журнала Penthouse, и Шефтсбери прекратил отношения. Вместо того чтобы вернуться в Англию, он остался на Французской Ривьере.

### Джамиля Бен М’Барек
10-й граф Шефтсбери стал известной фигурой в некоторых ночных клубах Французской Ривьеры. Он был известен своими черными кожаными брюками, розовыми рубашками и большими красными и черными очками. У него была привычка мелькать деньгами, когда он покупал напитки для самых разных женщин-спутниц. В одном из таких заведений на Ривьере он встретил Джамилу Бен М’Барек (родилась около 1961 года), разведенную и мать двоих детей от предыдущих отношений. Она была одним из семи детей, родившихся в Париже от матери-туниски и отца-марокканца. В 1993 году М’Барек позировала обнаженной для Playboy. Они поженились 5 ноября 2002 года в Хилверсюме в Нидерландах.
К разочарованию своей семьи, он влюбился в М’Барек, купил ей квартиру в Каннах за 500 000 фунтов стерлингов и перевел на ее имя другую недвижимость после того, как они поженились.
К апрелю 2004 года пара рассталась, когда лорд Шефтсбери начал новые отношения с молодой матерью двоих детей по имени Надя Орче, которую описывали как «хозяйку клуба из Канн» и «марокканскую проститутку». Разница в возрасте ее не смущала. Она описывала его как «внимательного и щедрого мужчину». По словам Орче, Шефтсбери планировал жениться на ней после развода со своей третьей женой.

## Исчезновение и убийство
3 ноября 2004 года Шефтсбери прибыл в Ниццу, Франция, чтобы встретиться со своей бывшей женой. 4 ноября он навестил ее в ее доме на авеню Марешаль Кёниг. Позже он зарегистрировался в четырехзвездочном отеле Noga Hilton стоимостью 130 фунтов стерлингов за ночь на набережной Канн. На следующий день, выписавшись из отеля, лорд Шефтсбери бесследно исчез. С этого момента местонахождение 10-го графа Шефтсбери было неизвестно до апреля следующего года.
15 ноября 2004 года адвокат Шефтсбери из Ниццы Тьерри Бенсоуд сообщил о его пропаже после того, как с ним связалась его девушка Орче. Пэр делил свое время между Ривьерой и домом в Хоуве, Восточный Сассекс. Он должен был вернуться домой 10 ноября. После того, как в течение недели не было вестей от Шефтсбери, они по-прежнему были обеспокоены, когда он не вернулся в свою съемную квартиру в Аделаида-Кресент, Хоув. Бенсоуд и Орче оба выразили опасения за его безопасность. Шефтсбери подал в суд в связи с кражей некоторых семейных антикварных вещей и произведений искусства. Некоторые друзья и знакомые упомянули, что он жаловался на денежные проблемы, поэтому они предположили, что его исчезновение могло быть как-то связано с кражей и финансовыми потерями.
18 ноября французская полиция публично обратилась за информацией, которая могла бы помочь установить местонахождение Шефтсбери; 22 ноября они начали официальное уголовное расследование. Энтони Нильс, старший сын 10-го графа Шефтсбери, регулярно общался с полицией после исчезновения своего отца и ездил в Ниццу, чтобы посоветоваться с французскими властями. Преподобный Дэвид Паскинс из приходской церкви Св. Джайлза в Уимборне сказал: «Все встревожены и обеспокоены — беспокоит неизвестность. Леди Шефтсбери [Кристина] очень обеспокоена».
Семья и обеспокоенные лица изначально опасались, что 10-й граф Шефтсбери был похищен русскими или североафриканскими гангстерами, которые замышляли украсть его состояние. Тьерри Бенсоуд заявил, что Шефтсбери «чрезвычайно щедр к своим друзьям и, возможно, был использован». Его бывшая жена утверждала, что она предупредила мужа о компании, которую он водил. Теория заключалась в том, что некоторые из его более сомнительных знакомых решили похитить пэра и теперь были вовлечены в какую-то схему, чтобы заставить его отписать часть своего унаследованного богатства.
В феврале 2005 года его жена Джамила М’Барек была помещена в психиатрическую больницу, где у нее случился эмоциональный срыв, и она начала признаваться в своей причастности к смерти мужа. На допросе в полиции она заявила, что Шефтсбери был избит до смерти ее братом во время драки в ее квартире в Каннах.
Шефтсбери и его третья жена расстались в апреле 2004 года, и был начат бракоразводный процесс. К тому времени он подарил ей ветряную мельницу в регионе Жер на юго-западе Франции, дуплекс стоимостью €700 000 на вилле в Каннах, который включал персонал, автомобиль 4x4 и ежемесячное пособие в размере от €7 500 до €10 000. Шефтсбери хотел положить конец этому соглашению и браку, чтобы он мог жениться на своей новой девушке. Пока Шефтсбери обсуждал свое желание с женой, между ним и братом его жены, Мохаммедом М’Бареком, вспыхнула драка. Лорд Шефтсбери погиб во время драки, когда Мохаммед задушил его, сломав ему шею.
По словам Джамили М’Барек, ее брат поместил тело её мужа в багажник своего BMW и выбросил его в неизвестном месте. Она была арестована 25 февраля 2005 года, а ее брат был арестован немецкой полицией на следующий день у себя дома в Мюнхене. Позже он был экстрадирован во Францию, продолжая отрицать свою причастность и знание местонахождения тела лорда Шефтсбери.
7 апреля 2005 года французские власти обнаружили тело в состоянии разложения в долине Теуль-сюр-Мер, Приморские Альпы на окраине Канн. Полиция пришла в этот район, изучив последний известный сигнал из записей мобильного телефона лорда Шефтсбери. После двухдневных поисков они обнаружили разложившееся тело, частично съеденное животными, спрятанное в подлеске рядом с руслом реки. Представитель французской полиции заявил: «Насколько мы знаем, нет никаких сомнений, что это он». Это предположение было подтверждено ДНК-тестом 18 апреля 2005 года.
В июне 2006 года в Грассе началось предварительное судебное разбирательство, которое вела следственный судья Катрин Бонничи. Судебное разбирательство было частью французского следственного процесса, который используется для определения того, достаточно ли у прокуроров доказательств для передачи дела в суд. В течение первой недели июня суд отправился на место, где было найдено тело пэра. Мохамеда М’Барека перевозили в ножных цепях для однодневной реконструкции. Когда они прибыли, М’Барек продемонстрировал, что у него достаточно сил, чтобы действовать в одиночку. Ему удалось вытащить манекен весом 182 фунта (83 кг) — такой же вес, как и тело Шефтсбери — из багажника автомобиля и сбросить его в овраг.
Джамила М’Барек заявила суду, что она не была с братом, когда он избавлялся от тела, и, по сути, она заявила, что никогда не была на месте. Она утверждала, что не играла никакой роли в убийстве, кроме как помогала брату, под давлением, погрузить тело в его машину. Она сказала следователям: «Я не хотела, чтобы он умер. Я просто хотела, чтобы мой брат запугал его, чтобы он продолжал платить мне мое пособие. Но он не хотел иметь к этому никакого отношения, поэтому началась жестокая ссора. Я вышла из комнаты, потому что не могла смотреть на то, что происходит».

## Судебный процесс
22 мая 2007 года во Дворце правосудия в Ницце начался судебный процесс над Джамилой М’Барек и Мохамедом М’Барек. Председательствующим судьей суда присяжных была Николь Бессет, а Жан-Луи Моро выступал в качестве государственного обвинителя. Вдову Шефтсбери представлял адвокат Франк Де Вита, а ее брата — Мелани Жюгингер. Семью Эшли-Купер представлял адвокат Филипп Сусси. Судебно-медицинская экспертиза останков скелета выявила травмы, включая сломанную лодыжку и двойной перелом гортани, что указывало на удушение как на причину смерти. Иногда и мадам М’Барек, и ее брат признавали свою причастность к смерти лорда Шефтсбери, и французские власти решили обвинить и её, и её брата в преднамеренном убийстве.

## Отчет о расследовании мирового судьи
Судебный процесс начался с представления отчета о расследовании, который был зачитан суду Жаном-Луи Моро, государственным обвинителем. В отчете вдова Шефтсбери описывалась как «эскортница, которая любила светскую жизнь», которая «выбрала жизнь содержанки, с многочисленными связями с мужчинами, которых она выбирала для их банковских счетов и их активов». Найдя золотую жилу, когда она вышла замуж за 10-го графа Шефтсбери, она затем столкнулась с «надвигающейся финансовой катастрофой» в случае развода и отправилась «сознательно и без ограничений, чтобы совершить его убийство».
Были представлены свидетельские показания о том, что в октябре 2002 года мадам М’Барек убедила графа, что она беременна от него, и в результате лорд Шефтсбери женился на ней 5 ноября 2002 года. Шефтсбери составил новое завещание, оставив своей новой жене недвижимость в Ирландии и Франции. Два года спустя, не имея детей, он начал искать привязанности в других местах. Когда Шефтсбери инициировал бракоразводный процесс, его жена боялась потерять свое ценное наследство и начала предпринимать шаги, чтобы обеспечить свое финансовое будущее.
Мадам М’Барек отвергла отчет о расследовании и заявила, что её брак с графом Шефтсбери «был проклятием», описав своего мужа как «одиночку», у которого «не было друзей», поэтому «он много пил». Она изобразила его как «жестокого, помешанного на сексе алкоголика, пристрастившегося к кокаину». Хотя она открыто признала, что её брат действительно убил ее мужа, она дала показания, что все это было несчастным случаем.
Она также призналась, что после смерти мужа она помогла брату загрузить его тело в багажник его черного BMW. Она предварила это признание дополнительными утверждениями.
Согласно отчету месье М’Барека о событиях, он сильно пил и курил каннабис, когда столкнулся с «возбужденным и агрессивным» 10-м графом Шефтсбери. Затем началась драка, во время которой он «случайно» задушил своего зятя, пытаясь удержать его. Хотя М’Барек был довольно туманен в подробностях, он дал показания: «Я не знаю, как это произошло. Это произошло за минуту». Он также заявил, что сделал все возможное, чтобы спасти графа, включая искусственное дыхание рот в рот и массаж сердца, но «было слишком поздно. Он покинул нас».
Французские власти заподозрили, что имел место заговор с целью убийства графа Шефтсбери, когда обнаружили, что мадам М’Барек перевела €150 000 на банковский счет своего брата через неделю после исчезновения мужа. Обвинение расценило это как оплату за оказанные услуги, хотя мадам М’Барек дала показания о том, что она дала брату деньги, чтобы он купил дом для их больной матери.
В свою защиту мадам М’Барек отрицала какие-либо финансовые мотивы в желании смерти мужа и утверждала, что ей не нужно его состояние, заявляя, что она «всегда была преуспевающей». Она свидетельствовала, что источником ее преуспевания была щедрость богатых людей, которые были готовы платить за её компанию. Она назвала трех известных знаменитостей в качестве своих бывших клиентов. Все три человека отрицали, что когда-либо встречались с Джамилой М’Барек, и отказались явиться в суд, чтобы прокомментировать ее обвинения или выступить в качестве свидетелей.
Мадам М’Барек далее заявила, что споры, которые у нее были с мужем, не имели ничего общего с деньгами, а скорее возникли в результате чрезмерных сексуальных требований лорда Шефтсбери, вызванных его, казалось бы, бесконечными инъекциями тестостерона.

## Осуждение и вынесение приговора
Самым весомым доказательством, представленным обвинением, стали детали, раскрытые в тайно записанном телефонном разговоре между Джамилой М’Барек и её сестрой Наимой, в котором первая обсуждала 100 000 фунтов стерлингов (150 000 евро) кровавых денег, выплаченных её брату. Она также подробно рассказала, как она собиралась обвинить своего брата в смерти своего мужа . Прослушка также раскрыла правду о визите Джамилы М’Барек в отдаленное место, где было найдено тело её мужа. Это было подтверждено, когда загруженные записи с устройства слежения GPS в её мобильном телефоне предоставили сведения о том, что она (или, по крайней мере, её мобильный телефон) была там за два дня до смерти графа Шефтсбери.
25 мая 2007 года, после двухчасового обсуждения, присяжные вынесли обвинительные вердикты в отношении брата и сестры. Джамила М’Барек и её брат были приговорены к 25 годам тюремного заключения каждый. Согласно французскому законодательству, каждый из них имеет автоматическое право обжаловать свое осуждение, что приводит к пересмотру дела. После суда Мохаммед М’Барек был помещен в психиатрическое отделение. Его первоначальные планы подать апелляцию были отклонены. После апелляции его сестры суд был проинформирован о том, что он находится в «бессвязном и в основном бредовом состоянии» и не сможет давать показания ни от своего имени, ни от имени своей сестры.

## Похороны и захоронения
30 сентября 2005 года состоялись похороны Энтони Эшли-Купера, 10-го графа Шефтсбери. На похоронах присутствовали сотни скорбящих, которые проходили в приходской церкви в Уимборн-Сент-Джайлс. Среди присутствовавших были вторая жена Шефтсбери, Кристина, графиня Шефтсбери; его сын, 12-й граф Шефтсбери; и его сестра, леди Фрэнсис Эшли-Купер.
После 45-минутной службы прах Шефтсбери был доставлен в церковь и помещен в семейный склеп в Уимборн-Сент-Джайлс. Он был похоронен рядом со своим старшим сыном, Энтони Нильсом Кристианом Эшли-Купером, 11-м графом Шефтсбери, который умер 15 мая 2005 года, через шесть месяцев после своего отца.